# Claudia Bär
Claudia Bär, född 9 april 1980 i Augsburg, död 28 september 2015 i Ulm, var en tysk kanotist.
Hon tog VM-silver i K-1 lag i slalom 2013 i Prag.